# Carnitas
Carnitas – smażone kawałki wieprzowiny charakterystyczne dla kuchni meksykańskiej, podawane w gospodarstwach domowych (także w Stanach Zjednoczonych u osób pochodzenia meksykańskiego), w lokalach gastronomicznych i na spotkaniach towarzyskich.
Danie składa się najczęściej z pokrojonej w kostkę łopatki wieprzowej duszonej z przyprawami i cytrusami do miękkości. Popularnymi dodatkami do mięsa są w przypadku carnitas świeża pomarańcza, rozgnieciony czosnek, oregano, cynamon i liść laurowy. Taki zestaw przypraw i dodatków tworzy bogaty w aromat sos do duszenia, który nadaje wieprzowinie pikantny smak. Potrawę przygotowuje się w niektórych przypadkach dzień wcześniej, przechowuje przez noc w sosie i tylko delikatnie podgrzewa przed zaserwowaniem. Mięso ma wówczas złocistą i chrupiącą powierzchnię.
Potrawę serwuje się najczęściej jako jeden z elementów posiłku, często na tortillach (taco), w towarzystwie dodatków i sosów, np. guacamole. Carnitas jest popularna także podczas uroczystości rodzinnych oraz religijnych (urodziny, Boże Narodzenie).

## Galeria

Carnitas podane na tacos w Oregonie
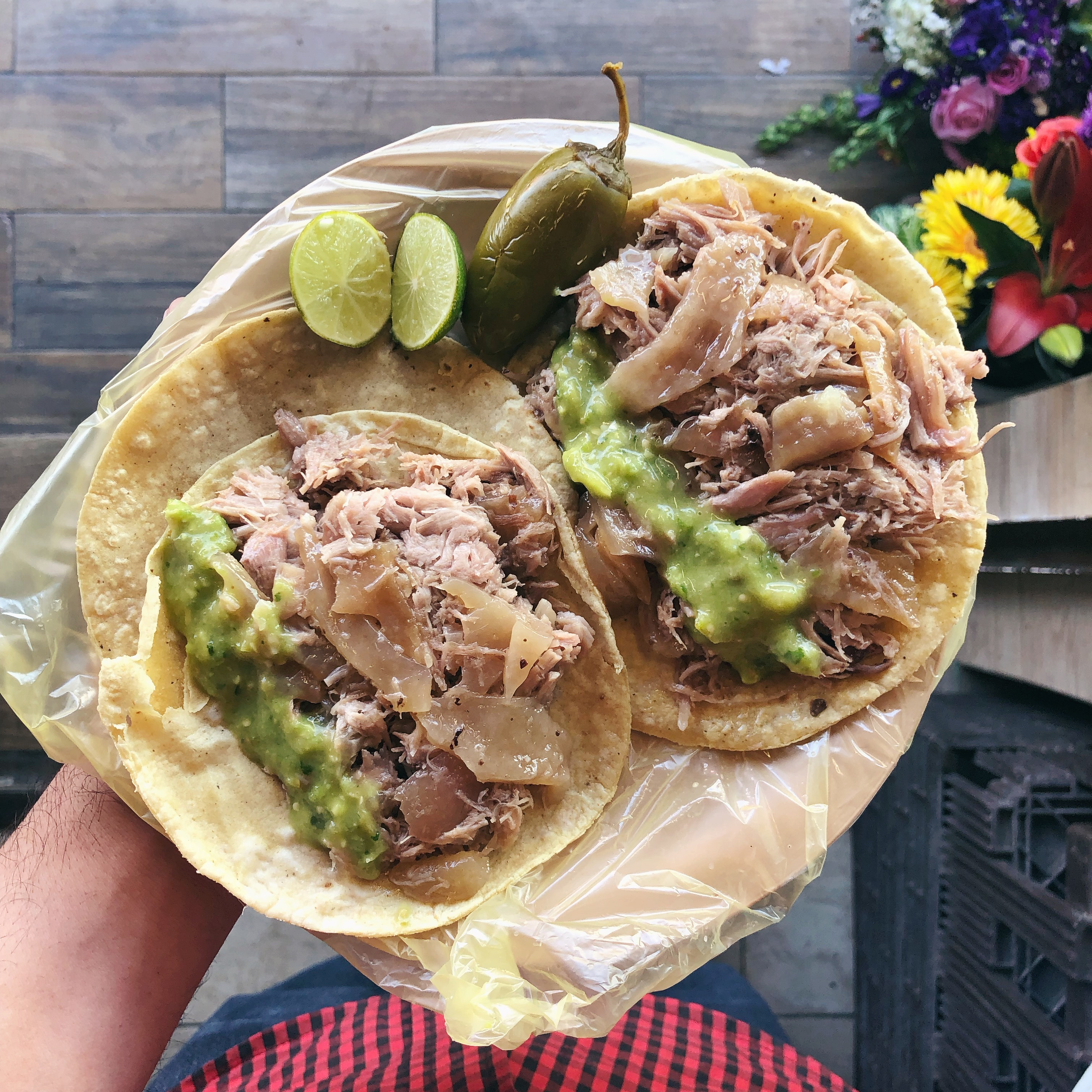
Carnitas z guacamole w Meksyku